# خبيقان (الحصن)

تعديل مصدري - تعديل

خبيقان هي إحدى قرى عزلة اليمانية العليا بمديرية الحصن التابعة لمحافظة صنعاء، بلغ تعداد سكانها 926 نسمة حسب تعداد اليمن لعام 2004.